# Africano Fabio Massimo
Quinto Fabio Massimo Africano (in latino Quintus Fabius Maximus Africanus; fl. I secolo), meglio conosciuto come Africano Fabio Massimo, è stato un politico e militare romano.

## Origini familiari
Africano era il figlio minore di Quinto Fabio Massimo, console suffetto nel 45 a.C., e fratello di Paolo Fabio Massimo, console nell'11 a.C. Discendeva dalla patrizia gens Fabia e quindi dal dittatore Fabio Massimo il Temporeggiatore. L'agnomen Africano gli fu probabilmente dato in onore di un suo lontano parente Publio Cornelio Africano minore, figlio adottivo di Scipione l'Africano.

## Biografia
La vita di Africano è poco conosciuta, ma fu probabilmente tribuno militare in Hispania. Fu certamente console nel 10 a.C. con Iullo Antonio, figlio del triumviro Marco Antonio, e proconsole in Africa nel 5-6 a.C.